# Kitty Lord

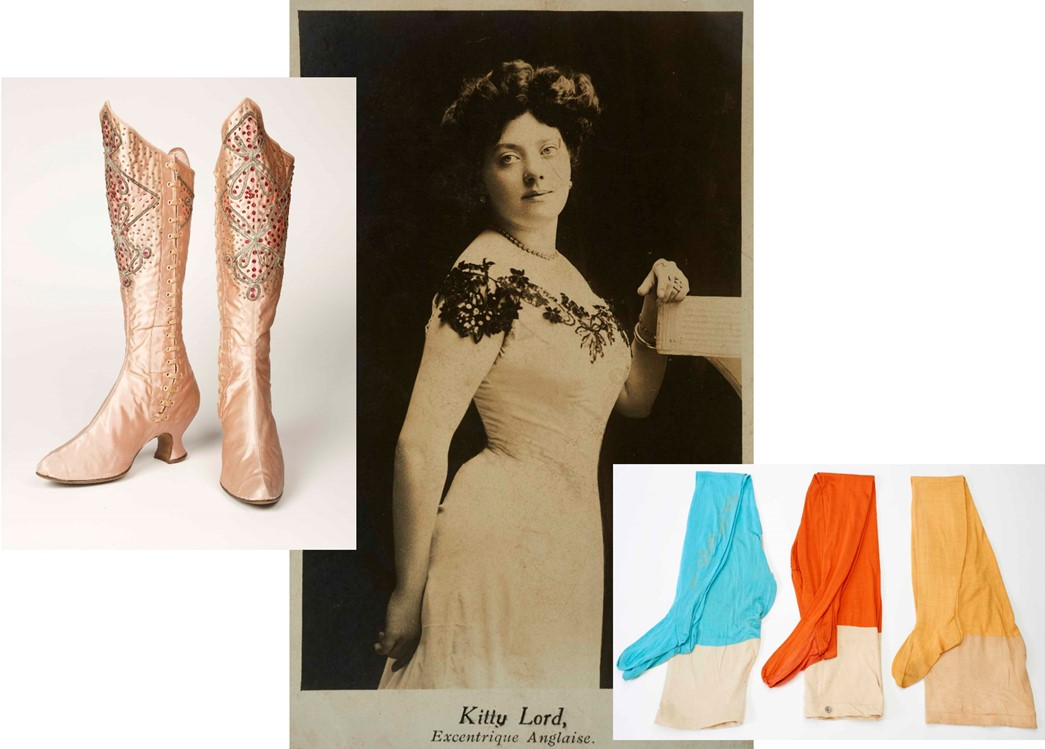
Kitty Lord "La excentgrica inglesa"

"Kitty Lord" nació como Kate Emma Burbidge el 8 de agosto de 1883 en St Pancras, al norte de Londres, hija de Edward Owen Burbidge y Elisa jane, de soltera Glendon. Si bien Kitty Lord afirmó haber comenzado a actuar en 1894, la primera mencíón de ella, encontrada hasta hoy, está en la sección de The Stage de 1903. Su hermano Cyril Edmund Parker, nacido el 11 de octubre de 1884 en Somerset, era un año menor que Lord.
Para 1911, Parker se había mudado a Ealing y era empleado en Messrs Coutts, un banco privado. La pareja siguió viviendo en el oeste de Londres y en Teddington  desde finales de la década de 1930, que es donde murió Cyril Parker en septiembre de 1962. La propia Lord falleció el 30 de noviembre de 1972, un año después de que el museo adquiriera sus trajes. 
Dejó casi 15 mil libras esterlinas (alrededor de 140 mil libras en dinero de hoy), lo que implica que la pareja vivió una vida cómoda. Por un programa de marzo de 1910, "Kitty Lord", "eccentrica inglese"  subió al escenario en el Salone Margherita de Nápoles, un famoso Café-concert (literalmente, café cantante). Un mes después, la "estrella excéntrica internacional" Lord encabezó un "concierto de gran variedad" en Palermo, compartiendo escenario con la cantante italiana Fulvia Musette, también una "excéntrica". La palabra "excéntrico" parece haber sido utilizada para describir un estilo particular de baile o canto entre la década de 1870 y la Primera Guerra Mundial. Según un artículo un tanto despectivo del periódico Le Fin de siècle (1899), los patrocinadores del Café-concert (donde actuaban artistas excéntricos como Lord), bebían y fumaban mientras miraban alegres, a veces subidas de tono.

## Una artista profesional
Kitty Lord fue una artista profesional que apareció en el escenario popular a principios del siglo XX. A diferencia de la bastante conocida "Reina del Music Hall" Marie Lloyd, el comediante "coster" Gus Elen, o "El hombre más divertido del mundo" Dan Leno, Kitty Lord ha sido casi olvidada. Sin embargo, en su apogeo, fue extremadamente popular, a menudo obtuvo la mejor facturación y fue aclamada como una estrella internacional. Su carrera podría haber durado dos décadas, y gran parte de ella la pasó en el extranjero. Teniendo en cuenta sus muchos viajes y la fragilidad de los trajes de escenario, es un milagro que algunos de los trajes de Lord y el material relacionado hayan sobrevivido. Su carrera que se extendió entre 1894 y 1915 cabe mencionar los lugares en donde actuó como en "The Tivoli, The Oxford, The Paragon y The Hippodrome", compartiendo escenario con grande nombres como Fred Karno, Ida Barr, Gladys Cooper y más tarde, la estrella de cine de Hollywood Maurice Chevalier.